# Gelson Fernandes
Gelson Tavares Fernandes (Praia, 2 september 1986) is een Zwitsers voetballer van Kaapverdische komaf die doorgaans als middenvelder speelt. Hij verruilde Stade Rennes in juli 2017 voor Eintracht Frankfurt. Fernandes was van 2007 tot en met 2018 international in het Zwitsers voetbalelftal, waarvoor hij 67 interlands speelde en twee keer scoorde. Hij is een neef van de Portugees Manuel Fernandes.

## Clubcarrière
Fernandes vertrok in zijn jeugd naar Stabio, een plaatsje in het Italiaanstalige deel van Zwitserland. Aangezien zijn vader een Zwitserse hertrouwde, nam Fernandes de Zwitserse nationaliteit aan. Fernandes speelde in zijn jeugd voor de clubs FC Stabio, FC Chiasso en FC Sion. Na een goede start in het betaald voetbal bij FC Sion zagen voetbalclubs uit de Engeland wel wat in de jonge Zwitser en uiteindelijk nam Manchester City hem in 2007 voor zes miljoen euro over. Fernandes kon daar echter nooit zijn stempel drukken, waarop de Engelse club hem in de zomer van 2009 naar AS Saint-Étienne liet vertrekken. Hij werd door deze club tweemaal uitgeleend en vertrok daarna naar het Italiaanse Udinese Calcio en het Portugese Sporting Lissabon, maar een basiskracht werd hij niet. In de zomer van 2013 tekende Fernandes een contract bij SC Freiburg. Aldaar speelde hij in het seizoen 2013/14 mee in 30 van de 34 competitieduels, waarin hij eenmaal trefzeker was. Bij Rennes werd Fernandes ook een basisspeler: hij speelde alle wedstrijden in de Ligue 1 2014/15 op vijf na, die hij miste door een blessure en twee schorsingen; hetzelfde gold voor het seizoen 2015/16.

## Clubstatistieken
| Seizoen | Club                | Competitie       | Duels | Goals |
| ------- | ------------------- | ---------------- | ----- | ----- |
| 2004/05 | FC Sion             | Challenge League | 2     | 0     |
| 2005/06 | FC Sion             | Challenge League | 24    | 0     |
| 2006/07 | FC Sion             | Super League     | 35    | 1     |
| 2007/08 | Manchester City     | Premier League   | 26    | 2     |
| 2008/09 | Manchester City     | Premier League   | 17    | 1     |
| 2009/10 | AS Saint-Étienne    | Ligue 1          | 33    | 0     |
| 2010/11 | → Chievo Verona     | Serie A          | 29    | 2     |
| 2011/12 | → Leicester City    | Championship     | 15    | 1     |
| 2011/12 | Udinese Calcio      | Serie A          | 16    | 1     |
| 2012/13 | Sporting Lissabon   | Primeira Liga    | 6     | 0     |
| 2012/13 | → FC Sion           | Super League     | 14    | 0     |
| 2013/14 | SC Freiburg         | Bundesliga       | 30    | 1     |
| 2014/15 | Stade Rennes        | Ligue 1          | 33    | 0     |
| 2015/16 | Stade Rennes        | Ligue 1          | 33    | 1     |
| 2016/17 | Stade Rennes        | Ligue 1          | 27    | 0     |
| 2017/18 | Eintracht Frankfurt | Bundesliga       | 19    | 0     |
| 2018/19 | Eintracht Frankfurt | Bundesliga       | 28    | 1     |
| 2019/20 | Eintracht Frankfurt | Bundesliga       | 1     | 0     |

## Interlandcarrière
Gelson Fernandes maakte 0p 22 augustus 2007 zijn debuut in het Zwitsers voetbalelftal, in een vriendschappelijke wedstrijd tegen Nederland (2–1 winst). Hij speelde 67 minuten, waarna hij werd vervangen door Benjamin Huggel. Zijn eerste toernooi volgde in 2008, toen hij op het Europees kampioenschap voetbal meespeelde in de drie groepswedstrijden. Op het wereldkampioenschap voetbal 2010 maakte hij het enige doelpunt in de confrontatie tegen Spanje (0–1 winst). Het was de enige wedstrijd die de Spanjaarden verloren op het toernooi. In mei 2014 werd Fernandes door bondscoach Ottmar Hitzfeld opgenomen in de selectie voor het eindtoernooi in Brazilië. Zijn toenmalige clubgenoten Mensur Mujdža (Bosnië en Herzegovina), Matthias Ginter (Duitsland) en Admir Mehmedi (Zwitserland) waren ook actief op het toernooi.
Met Zwitserland nam hij deel aan het Europees kampioenschap 2016 in Frankrijk. Het land werd na strafschoppen uitgeschakeld in de achtste finale door Polen (1–1, 4–5). Fernandes maakte eveneens deel uit van de Zwitserse ploeg, die deelnam aan de WK-eindronde 2018 in Rusland. Daar eindigde de selectie onder leiding van bondscoach Vladimir Petković als tweede in groep E, achter Brazilië (1–1) maar vóór Servië (2–1) en Costa Rica (2–2). In de achtste finales ging Zwitserland vervolgens op dinsdag 3 juli met 1–0 onderuit tegen Zweden door een treffer van Emil Forsberg, waarna de thuisreis geboekt kon worden. Fernandes kwam tijdens het toernooi niet in actie voor de nationale ploeg.

## Erelijst
| Competitie            |         |         |         |         |
| Competitie            | Aantal  | Jaren   |         |         |
| FC Sion               | FC Sion | FC Sion | FC Sion | FC Sion |
| --------------------- | ------- | ------- | ------- | ------- |
| Beker van Zwitserland | 1x      | 2005/06 |         |         |
| Eintracht Frankfurt   |         |         |         |         |
| DFB-Pokal             | 1x      | 2017/18 |         |         |